# Black Dawn
Black Dawn, ook Foreigner 2: Black Dawn, is een Amerikaanse actiefilm uit 2005 van regisseur Alexander Gruszynski. Acteur Steven Seagal speelt in de film de rol van CIA-agent Jonathan Cold.

## Verhaal
Jonathan infiltreert bij een groep obscure wapenhandelaren. De bende wil een atoombom verkopen aan Oost-Europese terroristen. De operatie dreigt mis te lopen door de gevangenneming van een CIA-agente.

## Rolverdeling
| Acteur              | Personage                 |
| ------------------- | ------------------------- |
| Steven Seagal       | Jonathan Cold             |
| Tamara Davies       | Amanda Stuart, CIA-agente |
| John Pyper-Ferguson | James Donovan             |
| Julian Stone        | Michael Donovan           |
| Nicholas Davidoff   | Nicholi                   |
| Roman Varshavsky    | Fedor                     |
| Noa Hegesh          | Julia                     |
| Timothy Carhart     | Anthony Greer             |
| Eddie Velez         | Brody                     |